# Dora Parentes
Dora Parentes (Piripiri, 11 de dezembro de 1937) ou Doralice Andrade Parentes é uma pintora brasileira. A artista se casou aos 16 anos e viveu parte de sua vida na cidade de Timon, no Maranhão, antes de mudar-se para o Rio de Janeiro. Na capital carioca, Doralice adotou o nome Dora Parentes ao começar a trabalhar como estilista de moda.
Na década de 1970, iniciou sua carreira no Salão Nacional de Belas Artes, onde recebeu inúmeros prêmios, o que se repetiu diversas vezes no Brasil e no exterior, tendo realizado mais de 60 exposições individuais de 1976 até 2007.
Suas obras estão expostas em diversos museus e instituições públicas do Brasil e do exterior, além de importantes coleções particulares. Cavalos, mulheres de vestidos esvoaçantes e ecologia marcam sua obra.
Em 2009, a exposição Retrospectiva dos 40 anos de pintura de Dora Parente reuniu 100 obras da artista em Teresina para homenagear os quarenta anos de profissão da artista plástica.